# Abborrtjärnen (Arjeplogs socken, Lappland, 734254-156666)
Abborrtjärnen är en sjö i Arjeplogs kommun i Lappland och ingår i Skellefteälvens huvudavrinningsområde.